# Aksaray (stad)
Aksaray (Koinè: Ἀρχελαΐς, Middelgrieks: Κολώνεια) is een stad in Turkije, gelegen in Centraal-Anatolië. Het is de hoofdstad van de provincie Aksaray. Het district heeft een oppervlakte van 4588,9 km². Hoofdplaats is Aksaray. De stad grenst aan de steden Ankara (hoofdstad), Konya, Nevşehir, Niğde, Kayseri en Kirşehir.
Aksaray ligt dicht bij een zoutmeer en wordt gekenmerkt door de Hasanberg (Hasan Dağı), een grote stratovulkaan die al honderden jaren niet meer actief is.

## Bevolking
De bevolkingsontwikkeling van het district is weergegeven in onderstaande tabel.
| 1997    | 2000    | 2007    | 2010    | 2015    | 2017    | 2021    | 2024    |
| ------- | ------- | ------- | ------- | ------- | ------- | ------- | ------- |
| 201.218 | 236.560 | 244.036 | 262.581 | 283.063 | 289.778 | 429.069 | 439.474 |

## Toeristische plekken
De meeste historische gebouwen in Aksaray, zoals de Ulumoskee (Ulu Cami), dateren uit de 14e eeuw. De Kızıl-minaret (Kizil Minare) is vermeldenswaardig vanwege het aantrekkelijke decoratieve metselwerk. Twee van de beroemdste karavanserais uit de Seltsjoekse periode zijn in deze omgeving te vinden.
Op nog geen 40 km van de stad ligt de goed geconserveerde Sultanhan-karavanserai (Sultanhani), gebouwd door de Seltsjoekse sultan Alaeddin Keykubat, terwijl 15 km in de richting van Nevşehir de Ağzıkarahan-karavanserai te vinden is. De rivier de Melendiz heeft de Ihlara-vallei (Ihlara Vadisi) het aanzien gegeven van een indrukwekkende canyon. Byzantijnse rotskapellen bedekt met fresco’s zijn in grote aantallen in de canyonwand te vinden. Tot de bekendste behoren Ağaçaltı (Daniel)-kerk, de Yılanlı (Openbarings)-kerk en de Sümbüllü (Hyacint)-kerk.
Het 45 km van Aksaray gelegen Güzelyurt is een populaire toeristische bestemming.
Ten zuiden van de stad Aksaray ligt Hasan Dağı, een stratovulkaan met een hoogte van 3286m, die een steeds populairder toeristische attractie aan het worden is.
In het westen en noordwesten van de provincie is er een uitgestrekt zoutmeer, Tuz Gölü. Tevens is dit het tweede grootste meer van Turkije.